# 陈美兰
陈美兰（1964年9月—），女，汉族，浙江金华人，中国婺剧表演艺术家，一级演员，浙江婺剧团艺术委员会主任，中国戏剧梅花奖二度梅获得者。
1964年出生浙江东阳，从小随从军的父亲在辽宁沈阳的军区大院长大。1976年父亲转业，随父母回到金华，在环城小学读了小学最后一年，于1977年小学毕业。后被吸引于1980年报考金华地区婺剧培训班。1982年获得浙江省小百花优秀表演奖。1984年艺校毕业后分配到浙江婺剧团。1985年在《白蛇前传》中饰演小青这一配角而走红，并于1989年摘得第6届中国戏剧梅花奖；2007年，因在《梦断婺江》中饰演柳彦卿、《拷打提牢》里饰演洪苏秀、《辕门斩子》中饰演穆桂英而再一次获得“梅花奖”。